# TCR (自動車競技)

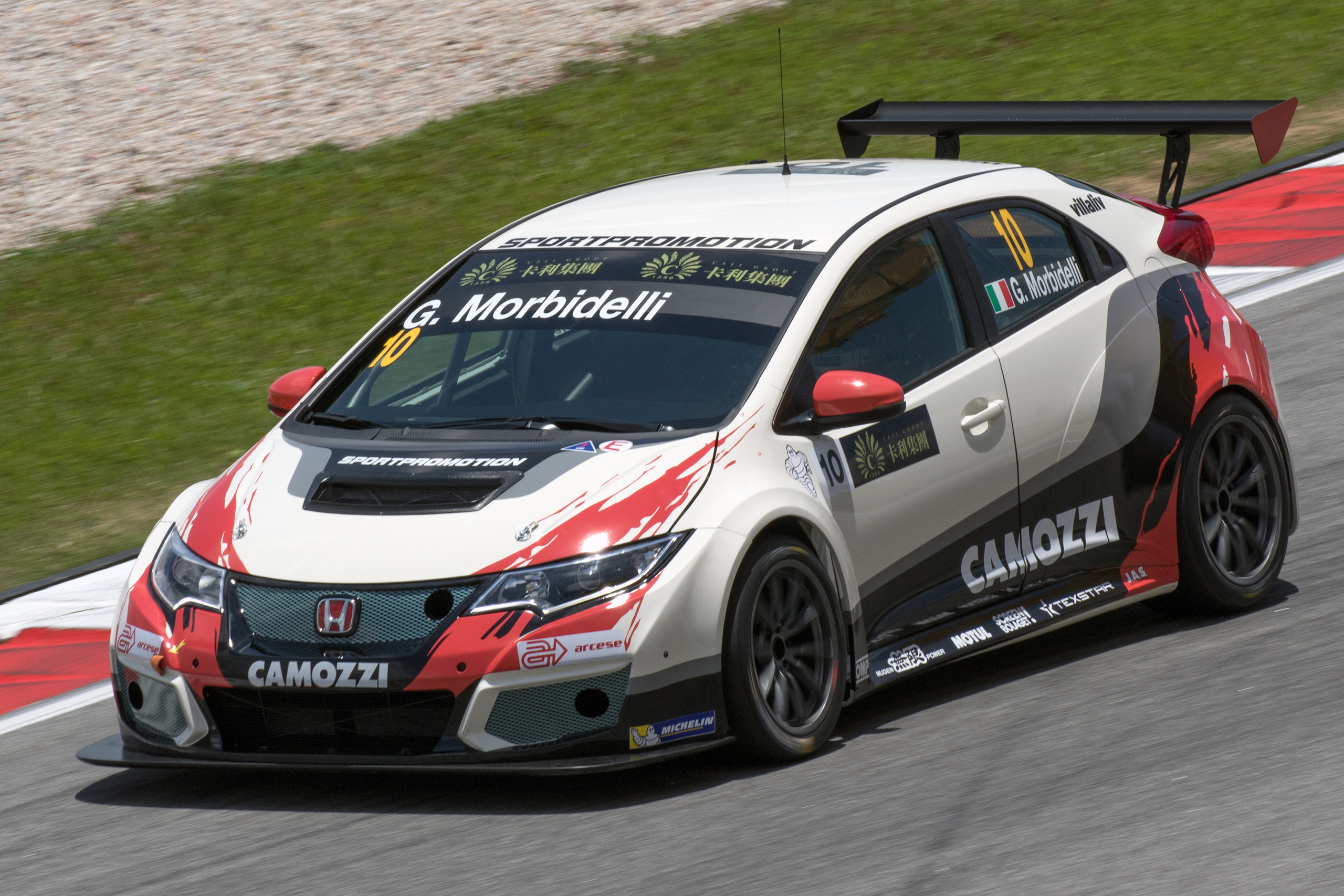
TCR規定のホンダ・シビック

TCR（ティーシーアール）とは、国際自動車連盟（FIA）のもと、世界スポーツコンサルティング（WSC）が運用しているツーリングカーレース車両の規定である。

## 概要

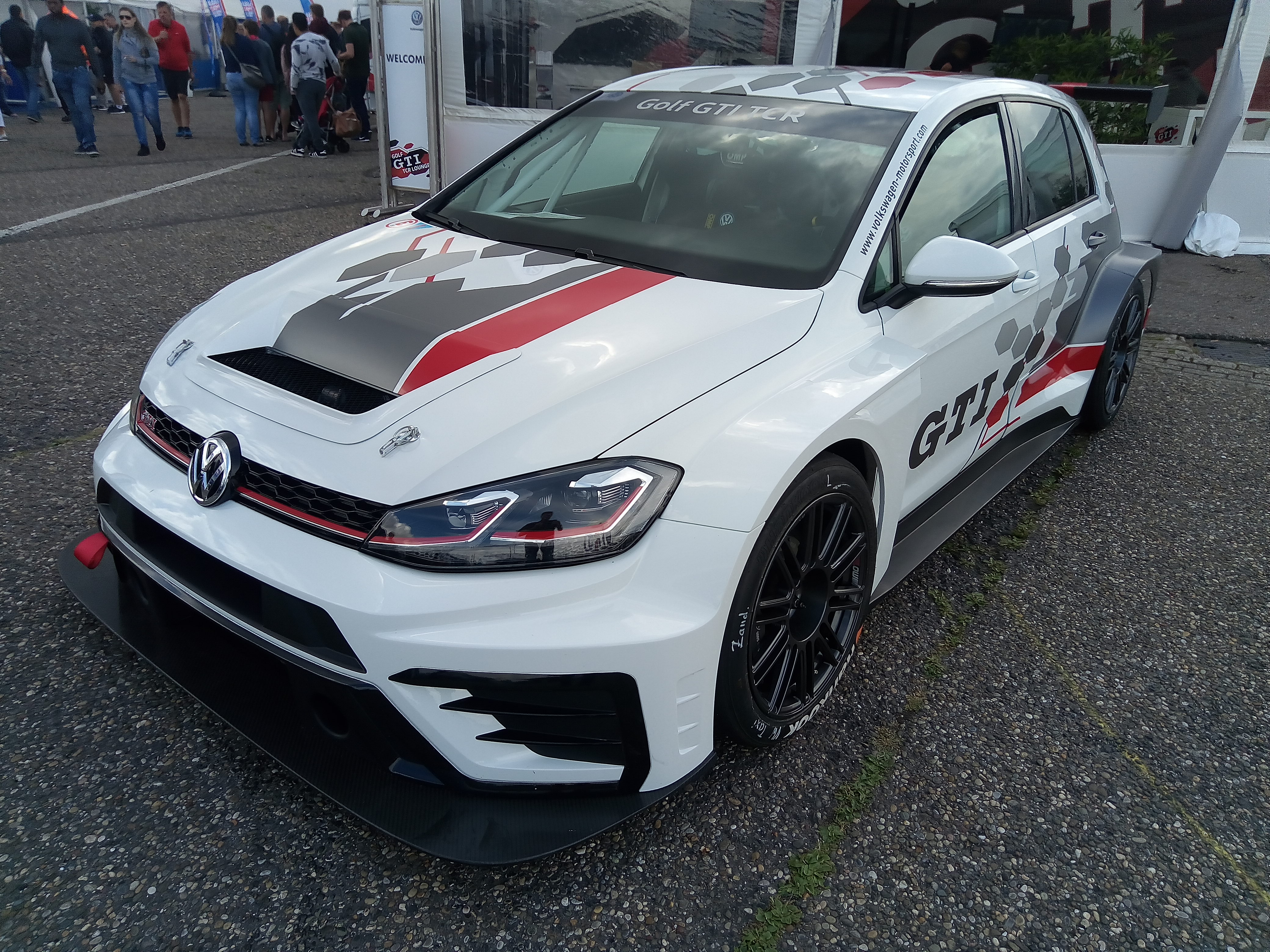
フォルクスワーゲン・ゴルフGTi

2014年7月に、フォーミュラカーに倣い世界ツーリングカー選手権（WTCC）の改造範囲を広げた新型マシンを「TC1」、改造範囲の狭い旧型マシンを「TC2」とし、さらにその下に「TC3」を創設してツーリングカーレースのピラミッドを築く構想が発表された。同年12月にはTC3の名称が「TCR」に変更され、2015年からインターナショナルシリーズ、アジアシリーズ、ポルトガルシリーズなどがスタートした。
すでに同様のコンセプトで成功を収めていたグループGT3の例もあって、たちまちメーカー・プライベーターの注目を集めて大活況の様相を呈している。その範囲はピラミッド頂点のTC1のようなスプリントレースに留まらず、24時間級の耐久でも採用するレースが増えている。日本でも2017年にスーパー耐久で導入が始まった。
2017年末にはマニュファクチャラーの減少著しいWTCC（TC1/TC2）が終了し、代わってTCRインターナショナルが世界ツーリングカーカップ（WTCR）へと格上げされたが、新型コロナウイルス感染症の世界的流行の影響なども受け参戦エントラントが減少し、WTCRも2022年限りでシリーズを終了した。

## 沿革
- 2014年 - TC3構想発表。同年TCRに改称。
- 2015年 - TCRインターナショナル、TCRアジアなどが開幕。
- 2016年 - ニュル耐久シリーズ（VLN）、ニュルブルクリンク24時間にTCR導入。
- 2017年 - スカンディナビア・ツーリングカー選手権（STCC）、スーパー耐久にTCR導入。
- 2018年 - WTCC消滅と入れ替わりに、WTCRが発足。コンチネンタル・タイヤ・スポーツカー・チャレンジ（CTSC）、ピレリ・ワールド・チャレンジ（PWC）にTCR導入。
- 2019年 - TCR japan シリーズ発足(スーパーフォーミュラシリーズのサポートレースとして開催)
- 2022年 - WTCRシリーズ終了。
- 2023年 - WTCRの後継としてTCRワールドツアー発足。
- 2024年-TCR Japan終了

## 車両規定

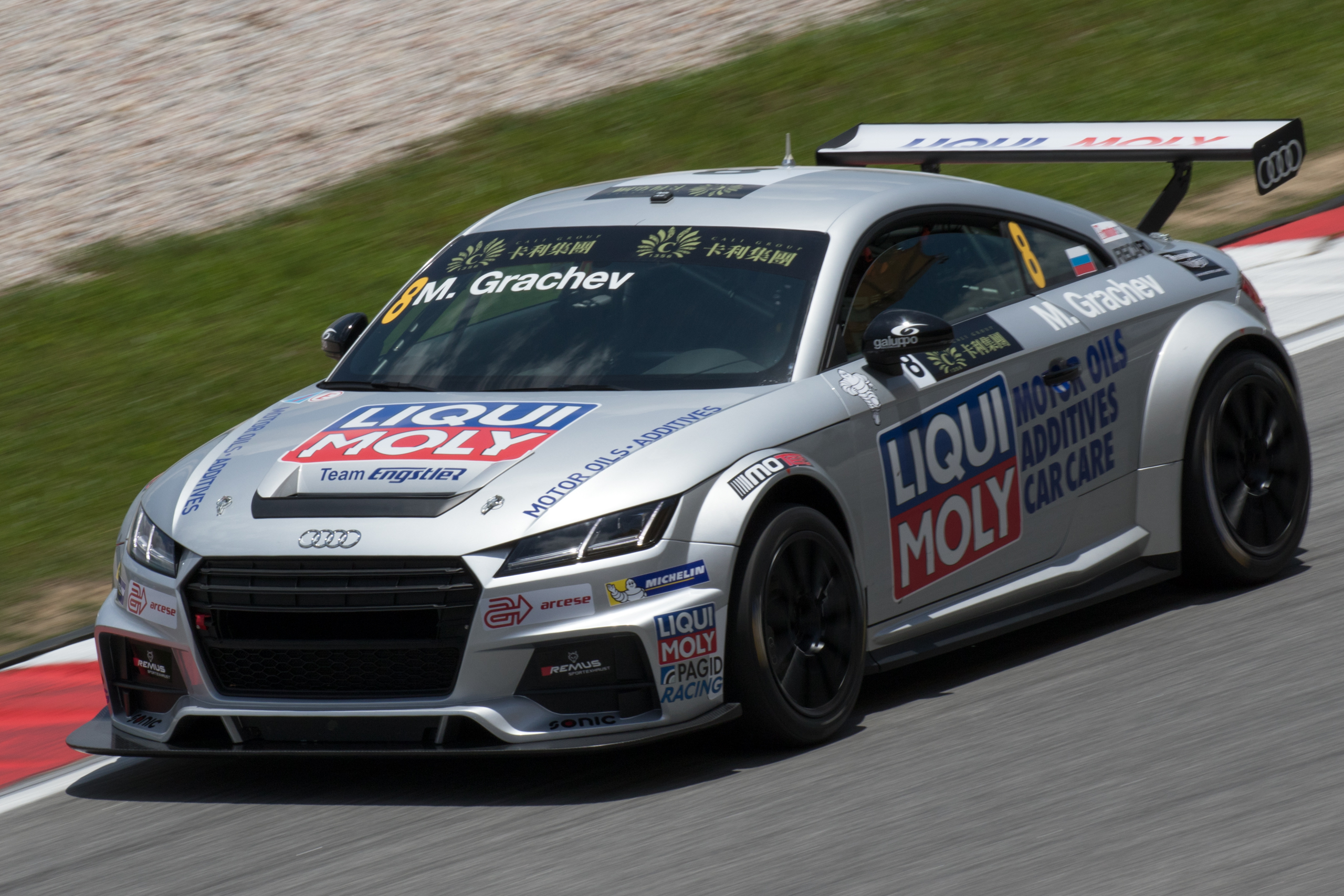
アウディ・TT（特例）

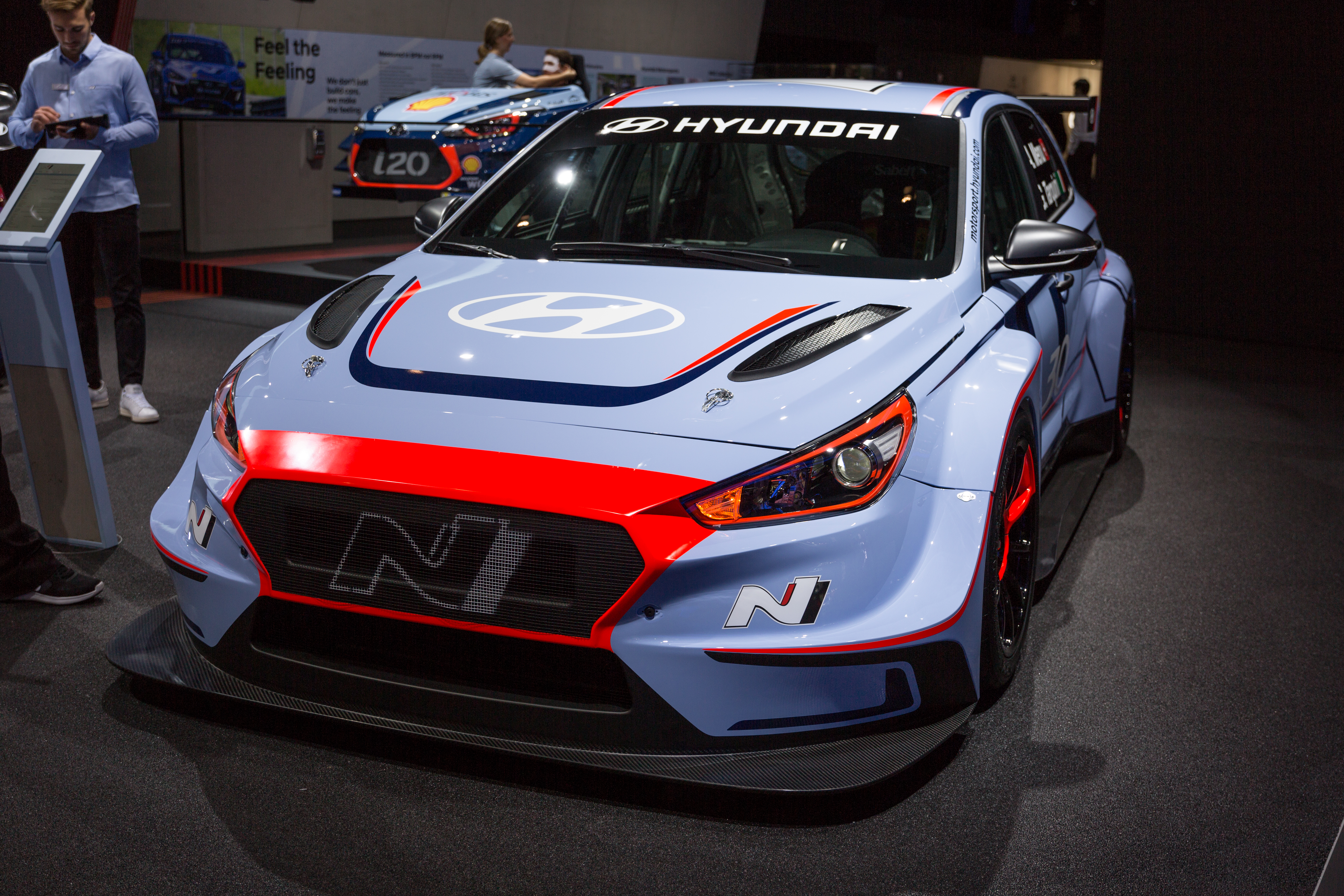
ヒュンダイ・i30 N

2014年9月15日にレギュレーションが定められた。2016年1月22日に小さな変更が加えられている。最新のレギュレーションは2018年2月27日。
- ベース車はツーリングカーのFIAグループA規定に準じた車両
- 4または5ドア
- 前輪駆動
- 全長4.2m以上
- 全幅1,950mm以下
- 最低重量はベース車のギアボックスを搭載する場合は1,230kg、レース用ギアボックスを搭載する場合は1,265kg（ドライバーを含む）
- シングルターボを装着した4気筒の量産型ガソリンエンジンかディーゼルエンジン
- 排気量1,750cc～2,000cc
- 最大出力350PS、最大トルク420Nm
- ウェットサンプ式
- 量産車と同じ触媒
- ハイブリッドシステム禁止
- テレメトリ禁止
- ギアボックスは量産車のものかTCRが定めるパドルシフトのレース用ギアボックス
- ホイールは鋳造製のみ認められる
- フロントサスペンションは量産車のレイアウトだがパーツは自由
- リアサスペンションは量産車のデザインだが強化部品にすることができる
- フロントブレーキは最大6ピストン、ブレーキディスク最大直径380mm
- リアブレーキは最大2ピストンで量産車のアンチロック・ブレーキ・システム（ABS）を使用できる
- ホイールサイズはリム最大10インチ×18インチ
- 最低地上高80mm
- トラクションコントロールシステム（TCS）などのドライバーエイドは基本的に禁止だが、許可されているレースもある[4]。
- 車両価格13万ユーロ（約1,670万円）以下

グループGT3などと同様に、TCR技術技術部門によってTCR規定全体でバランス・オブ・パフォーマンス（BoP）により最大エンジン出力、各ギアの最大過給圧及び回転数、最低地上高、最低重量で性能調整が行われる。
さらに各シリーズごとに独自の重量調整（compensation weight）が行うことができる（WTCRなど）。
2018年現在アルファロメオ、アウディ、フォード、ホンダ、ヒュンダイ、起亜、スバル、オペル、プジョー、セアト（クプラブランド）、フォルクスワーゲン、ルノーなどのTCR車両が存在する。なお、各メーカーのワンメイクレース用マシンでも、TCRに近いものであれば同一クラスへの参戦を認められることもある
車両開発は大きく分けて、メーカーで全て開発生産、メーカーがファクトリーやプライベーターに開発生産を委託、メーカーが一切関わっていない完全なプライベーターの3タイプに分かれる。なおWTCRではワークスチームおよびセミワークスの参戦は禁止されている。
欧州の自動車業界で電気自動車（EV）シフトが進んでいることを受け、2021年からはEV車のみで争われる「PURE ETCR」（後のFIA eツーリングカー・ワールドカップ）が創設されているほか、2023年からはハイブリッドカーによる「HTCR」規定も創設される。

## 主なTCRマシン
| 現行のTCRマシン    | 現行のTCRマシン                | 現行のTCRマシン                                                         | 現行のTCRマシン                             | 現行のTCRマシン                      | 現行のTCRマシン                             | 現行のTCRマシン |
| メーカー           | 車両                           | エンジン                                                                | マシン開発                                  | 補足                                 | BoP                                         | 値段            |
| ------------------ | ------------------------------ | ----------------------------------------------------------------------- | ------------------------------------------- | ------------------------------------ | ------------------------------------------- | --------------- |
| アルファロメオ     | ジュリエッタ TCR               | アルファロメオ 1750 TBi （340hp/6,800rpm, 440Nm/3,500rpm）              | Romeo Ferraris                              |                                      | パワー：102.5% ウェイト：-40kg 地上高：70mm | €120,000        |
| アウディ           | RS3 LMS DSG                    | フォルクスワーゲン EA888 2.0 R4 TFSI （340hp/6,200rpm, 460Nm/2,500rpm） | Audi Sport                                  | DSG 6速パドルシフト 最低重量 1,230kg | パワー：102.5% ウェイト：-10kg 地上高：60mm | €109,000        |
| アウディ           | RS3 LMS SEQ                    | フォルクスワーゲン EA888 2.0 R4 TFSI （340hp/6,200rpm, 460Nm/2,500rpm） | Audi Sport                                  |                                      | パワー：100% ウェイト：-10kg 地上高：70mm   | €129,000        |
| セアト/Cupra       | レオン TCR Cupra TCR           | フォルクスワーゲン EA888 2.0 R4 TSI （340hp/6,200rpm, 420Nm/2,500rpm）  | SEAT Sport/Cupra                            |                                      | パワー：100% ウェイト：-20kg 地上高：70mm   | €115,000        |
| セアト/Cupra       | レオン TCR DSG Cupra TCR DSG   | フォルクスワーゲン EA888 2.0 R4 TSI （340hp/6,200rpm, 420Nm/2,500rpm）  | SEAT Sport/Cupra                            | DSG 6速パドルシフト 最低重量 1,230kg | パワー：102.5% ウェイト：-20kg 地上高：60mm | €95,000         |
| ホンダ             | シビックタイプR FK2 TCR        | ホンダ K20C1 i-VTEC DOHC Turbo （340hp/6,200rpm, 420Nm/3,800rpm）       | JAS Motorsport                              |                                      | パワー：97.5% ウェイト：-20kg 地上高：70mm  | 生産終了        |
| ホンダ             | シビックタイプR FK7/FK8 TCR    | ホンダ K20C1 i-VTEC DOHC Turbo （340hp/6,200rpm, 420Nm/3,800rpm）       | JAS Motorsport                              |                                      | パワー：97.5% ウェイト：0kg 地上高：80mm    | 生産終了        |
| ホンダ             | シビックタイプR FL5 TCR        | ホンダ K20C1 i-VTEC DOHC Turbo （340hp/6,200rpm, 420Nm/3,800rpm）       | JAS Motorsport                              |                                      |                                             | TBA             |
| ヒュンダイ         | i30 N TCR                      | ヒュンダイ Theta II G4KD （340hp/6,600rpm, 460Nm/3,200rpm）             | Hyundai Motorsport                          |                                      | パワー：97.5% ウェイト：0kg 地上高：90mm    | €128,000        |
| ヒュンダイ         | ヴェロスター N TCR             | ヒュンダイ Theta II G4KD （340hp/6,600rpm, 460Nm/3,200rpm）             | Hyundai Motorsport                          |                                      |                                             |                 |
| ヒュンダイ         | エラントラ N TCR               | ヒュンダイ Theta II G4KD （340hp/6,600rpm, 460Nm/3,200rpm）             | Hyundai Motorsport                          |                                      |                                             |                 |
| 起亜自動車         | シード TCR                     | ヒュンダイ Theta II G4KD （340hp/6,400rpm, 440Nm/4,720rpm）             | STARD                                       |                                      | パワー：100% ウェイト：-20kg 地上高：70mm   | €129,000        |
| ラーダ             | Vesta TCR                      | ルノー F4RT （340hp/6,000rpm, 410Nm/4,000rpm）                          | Lada Sport                                  |                                      | パワー：100% ウェイト：-30kg 地上高：70mm   | TBA             |
| オペル             | アストラ TCR                   | GM Ecotec LDK A20NFT （340hp/6,200rpm, 420Nm/4,400rpm）                 | Opel Performance Center Kissling Motorsport |                                      | パワー：100% ウェイト：-10kg 地上高：70mm   | €114,000        |
| プジョー           | 308 Racing Cup                 | Prince EP6FDTR 1.6l THP （308hp/6,000rpm, 400Nm/5,000rpm）              | Peugeot Sport                               | 最低重量 1,225kg                     | パワー：100% ウェイト：-60kg 地上高：70mm   | €75,000         |
| プジョー           | 308 TCR                        | Prince EP6FDTR 1.6l THP （340hp/6,000rpm, 420Nm/3,000rpm）              | Peugeot Sport                               |                                      | パワー：102.5% ウェイト：-40kg 地上高：70mm | €109,000        |
| ルノー             | メガーヌ TCR                   | ルノー 1.8 Energy TCe （340hp/6,900rpm, 420Nm/3,000rpm）                | Vuković Motorsport                          |                                      | パワー：100% ウェイト：-30kg 地上高：70mm   | €130,000        |
| SUBARU             | WRX STI TCR                    | SUBARU EJ257 （340hp/6,800rpm, 420Nm/3,300rpm）                         | Top Run Motorsport                          |                                      | パワー：100% ウェイト：-20kg 地上高：70mm   | €125,000        |
| トヨタ             | トヨタ・カローラ GR SPORTS TCR | トヨタ・8AR-FTS                                                         | TOYOTA GAZOO Racing Argentina               |                                      |                                             |                 |
| フォルクスワーゲン | ゴルフ GTI TCR DSG             | フォルクスワーゲン EA888 2.0 R4 TSI （340hp/6,200rpm, 420Nm/2,500rpm）  | Volkswagen Motorsport                       | DSG 6速パドルシフト 最低重量 1,230kg | パワー：100% ウェイト：-10kg 地上高：60mm   | 生産終了        |
| フォルクスワーゲン | ゴルフGTI TCR SEQ              | フォルクスワーゲン EA888 2.0 R4 TSI （340hp/6,200rpm, 420Nm/2,500rpm）  | Volkswagen Motorsport                       |                                      | パワー：100% ウェイト：-10kg 地上高：70mm   | 生産終了        |

| 過去・開発中のTCRマシン/TCRの要件を満たさず特例で参戦したマシン | 過去・開発中のTCRマシン/TCRの要件を満たさず特例で参戦したマシン | 過去・開発中のTCRマシン/TCRの要件を満たさず特例で参戦したマシン | 過去・開発中のTCRマシン/TCRの要件を満たさず特例で参戦したマシン | 過去・開発中のTCRマシン/TCRの要件を満たさず特例で参戦したマシン |
| メーカー                                                        | 車両                                                            | エンジン                                                        | マシン開発                                                      | 補足                                                            |
| --------------------------------------------------------------- | --------------------------------------------------------------- | --------------------------------------------------------------- | --------------------------------------------------------------- | --------------------------------------------------------------- |
| アウディ                                                        | TT Cup                                                          | フォルクスワーゲン EA888 2.0 R4 TFSI                            | Audi Sport                                                      | 特例（2015年）                                                  |
| BAIC Senova（绅宝）                                             | D50 TCR                                                         | サーブ B205R Turbo 2.0L R4 16V DOHC                             | BAIC Motor Beijing Senova Racing Team                           | 特例（2017年）                                                  |
| シトロエン                                                      | C3 Max TCT                                                      | Prince EP6FDTR 1.6l THP                                         | 2T Course & Reglage                                             | 特例（2016年）                                                  |
| フィアット                                                      | ティーポ TCR                                                    | アルファロメオ 1750 TBi                                         | Tecnodom Sport                                                  | 開発中                                                          |
| フォード                                                        | フォーカス TCR                                                  | フォード EcoBoost 2.0 litre                                     | Formula Racing Development Limited                              | 過去                                                            |
| フォード                                                        | フォーカス ST                                                   | フォード EcoBoost 2.0 litre                                     | Onyx Grand Prix                                                 | 過去                                                            |
| 吉利汽車/リンク&コー（领克）                                    | 03 TCR                                                          | 未定                                                            | Polestar Cyan Racing                                            | 2019年デビュー                                                  |
| メルセデス・ベンツ                                              | A45 AMG TCR                                                     | メルセデス M133DE20AL 2.0T                                      | LEMA Racing                                                     | 完成したが不参戦                                                |
| メルセデス・ベンツ                                              | A250 Turbo                                                      | メルセデス M270DE20AL 2.0T                                      | Vuik Motorsport                                                 | 認可が下りず不参戦                                              |
| ミニ                                                            | クーパー 5 Door JCW                                             | BMW B48                                                         | LAP Motorsports MINI USA                                        | 開発中                                                          |
| オペル                                                          | アストラ OPC                                                    | GM Ecotec LDK A20NFT                                            | Opel Performance Center Kissling Motorsport                     | 特例（2015年）                                                  |
| ルノー                                                          | メガーヌ RS                                                     | ルノー F4RT                                                     | Renault Dealer Team Saint Petersburg Ralf-Car Team              | 特例（2015年）                                                  |
| シュコダ                                                        | オクタヴィア RS                                                 | フォルクスワーゲン EA888 2.0 R4 TSI                             | Škoda Motorsport                                                | 開発発表のみ                                                    |
| ボルボ                                                          | 未定                                                            | 未定                                                            | Polestar Cyan Racing                                            | 開発中                                                          |

## TCRカテゴリ

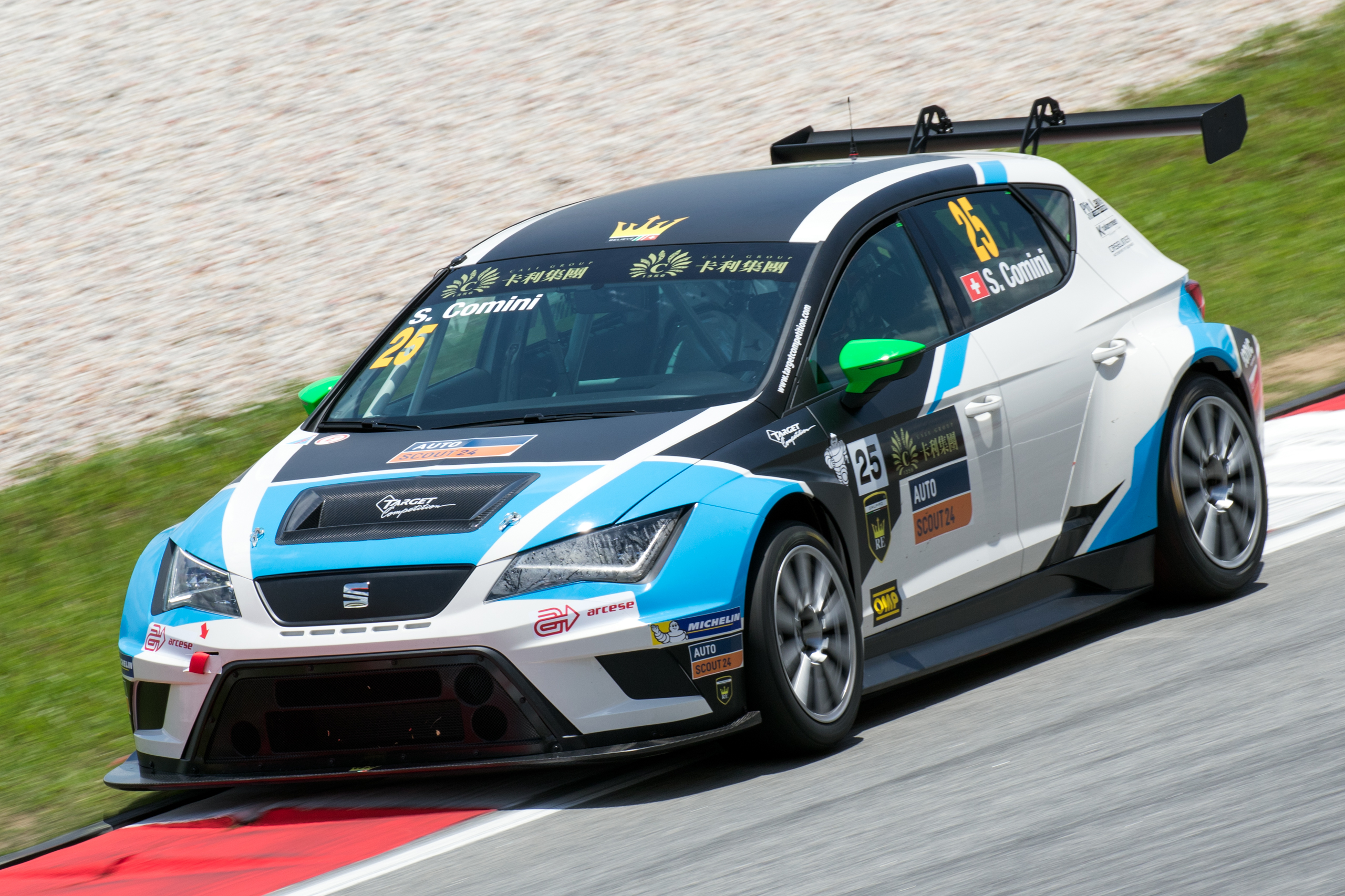
セアト・レオン

### 国際レース
- TCR International Series（2015-2017）
  - WSCが運営するTCRの中心カテゴリとして3年間開催された。
- FIA WTCR World Touring Car Cup（2018-2022）
  - 世界ツーリングカー選手権の人気の低迷により2018年からTCR International Seriesと合流する形で新たにシリーズがスタートした。
  - WTCRは他のカテゴリと違い、1つのラウンドで3レース行う3ヒート制で行われる。
  - 2018年は10サーキット30レースが行われ、39台がエントリーしている。

### 地域レース
- TCR Asia Series（2015-）
  - 2014年8月に開催を発表したアジアシリーズ。
  - 2018年はタイ、マレーシア、韓国、中国の5サーキットで10レースが行われ、11台エントリーしている。
- TCR Trophy Europe/TCR Europe Series（2016-）
  - 2015年10月に開催を発表したヨーロッパシリーズ。2016年当初はTCR Trophy Europeだったが2018年からはTCR Europe Seriesに格上げされた。
  - 2018年はフランス、オランダ、ベルギー、ハンガリー、イタリア、スペインでの7サーキットで14レースが行われ、24台エントリーしている。
- TCR Middle East Series（2017-）
  - 2016年11月に設立された中東で行われているシリーズ。
  - 中東の暑い気候から1月～3月に開催される。
  - 2017年、2018年ともにUAEとバーレーンでの3サーキットで6レースが行われ、13台エントリーしている。

### 国内/地域レース
- TCR Baltic Trophy[18]/BaTCC Baltic Touring Car Championship[19]（2017-）
  - 2016年7月に開催が発表されたバルト三国で行われているシリーズ。
  - BaTCCに組み込まれ、リトアニア、ラトビアの2サーキットで5レース行われる。
  - TCR Baltic TrophyはAurum 1006 km耐久レースに組み込まれている。
- TCR Benelux Touring Car Championship[20]（2016-）
  - 2014年に発表されたベネルクス三国で行われているシリーズ。2015年に1戦行われ、2016年からシリーズがスタートした。
  - 2018年はオランダ、ベルギー、ハンガリー、スペインの5サーキットで10レースが行われ、10台がエントリーしている。
- CTCC Chinese Touring Car Championship[21]/TCR China Series[22]（2016-）
  - 2015年1月に発表された中国で行われているシリーズ。2016年はCTCCの1クラスとして行われ、2017年から単独でシリーズがスタートした。
  - 2018年は中国国内の3サーキットで10レースが行われ、16台がエントリーしている。
- ADAC TCR Germany Touring Car Championship[23]（2016-）
  - 2015年に発表されたドイツで行われているシリーズ。ADACの他のカテゴリとともに開催される。
  - 2018年はドイツ、チェコ、オーストリア、オランダの7サーキットで14レースが行われ、28台41人がエントリーしている。
- Campeonato Nacional de Velocidade Turismos/TCR Ibérico Touring Car Series[24]（2015-）
  - 2015年にスタートしたポルトガルで行われているシリーズ。
  - 2017年のみTCR Spanish Seriesと合体し、TCR Ibérico Touring Car Seriesとなったが2018年からはポルトガル単体のシリーズに戻っている。
  - 2018年はポルトガル国内の3サーキットで4レースが行われ、9台がエントリーしている。
- Italian Touring Car Championship[25]（2015-）
  - 2015年からイタリアで行われているシリーズ。元々イタリアのツーリングカー選手権をTCR規定で行うようになった形だったが2017年からTCRの名を冠するようになった。
  - 2018年はイタリアとフランスの7サーキットで14レースが行われ、42台（スポット参戦含む）がエントリーしている。
- TCR Korea Touring Car Series[26]（2018-）
  - 2018年に始まった韓国で行われているシリーズ。
  - 韓国国内の3サーキットで6レースが行われ、6台がエントリーしている。
- TCR Russian Touring Car Championship[27]（2015-）
  - 2015年から開催されているロシアで行われているシリーズ。
  - 2018年は6サーキットで14レースが行われ、23台がエントリーしている。
- STCC Scandinavian Touring Car Championship[28]（2017-2022）
  - 2017年からTCR規定を導入したスカンディナヴィアで行われているシリーズ。
  - 2018年はスウェーデンとノルウェーの6サーキットで12レースが行われ、23台がエントリーしている。
  - 2023年からシリーズに参戦可能な車が電気自動車（EV）に限定されるため、TCR規格によるレースはSTCCの下位カテゴリとなる「TCR Scandinavia Series」に移行する[29]。
- TCR Swiss Trophy[30]（2018-）
  - 2018年から始まったスイスで行われているシリーズ。
  - イタリア、オランダ、オーストリアの5サーキットで10レースが行われ、81人（スポット参戦含む）がエントリーしている。
- TCR Thailand Series Touring Car Championship[31]（2016-）
  - 2016年からタイで行われているシリーズ。
  - 2018年はタイとマレーシアの3サーキットで8レースが行われ、5台がエントリーしている。
- TCR UK Touring Car Championship[32]（2018-） 
  - 2018年から始まったイギリスで行われているシリーズ。
  - イギリス国内の7サーキットで14レースが行われ、19台がエントリーしている。
- PWC Pirelli World Challenge[33]（2018-）
  - PWCはアメリカで行われている様々なツーリングカーで行われているシリーズ。
  - 2018年からTCRカテゴリが新たに加えられた。
  - レースはTCRとTCAの混走で行われる。
  - 2018年はアメリカ国内の6サーキットで12レースが行われ、15台がTCRクラスにエントリーしている。
- TCR Australia Touring Car Series（2019-）[34]
  - 2019年からオーストラリアでスタートするシリーズ。まだ年間予定は未定。
- TCR Japan Touring Car Series/TCRジャパンシリーズ（2019-2024）[35]
  - 2019年から日本でスタートしたシリーズ。スーパーフォーミュラ（SF）を運営する日本レースプロモーションや童夢らが出資する「日本TCRマネジメント株式会社」が主催し、原則としてSFと併催となる。2024年をもってシリーズ終了。
- TCR Malaysia Series[36]
  - 2019年1月からマレーシアで開催される予定のシリーズ。
  - 冬季の温暖な気候を活かし1月から2月にかけてセパン・インターナショナル・サーキットで3大会6レースが行われる予定。

### 耐久レース
- CTSCC IMSA Continental Tire SportsCar Challenge[37]（2018-）
  - IMSAが主催するアメリカとカナダで行われている耐久シリーズ。2018年からTCR規定が導入された。
  - ２～4時間の耐久レースが年間10レースある。
  - 2018年は12台がエントリーしている。
- 24H Touring Car Endurance Series[38]（2016-）
  - オランダのCreventicが主催するFIAの認可を受けた12～24時間の国際耐久シリーズ。2016年からTCR規定が導入された。
  - 2018年はUAE、イギリス、イタリア、ポルトガル、スペイン、ベルギー、アメリカで7戦が行われ、33台がエントリーしている。
- 24H Series（2016-2017）
  - 24H TCEと同じくCreventicが主催する12～24時間の国際耐久シリーズ。
  - 2016年から2年間TCRクラスが設けられていたが、24H TCEに纏められたためクラスは無くなった。
- Veranstaltergemeinschaft Langstreckenpokal Nürburgring[39]（2017-）
  - ニュルブルクリンクのみを使用する耐久シリーズ。2017年からTCR規定が導入された。
  - 2018年は年間9レースが行われており、17台がエントリーしている。
- ニュルブルクリンク24時間レース（2016-）
  - 2016年からTCR規定が導入された。
  - 2018年は9台がエントリーしTCRクラス最上位のBas Koeten Racingが総合31位を獲得した。
- スーパー耐久 [40]（2017-）
  - 2017年からST-TCRクラスが導入された。
  - 2018年は9台がエントリーしている。
- Trofeo de España TCR/TCR Ibérico Touring Car Series[41]（2016-）
  - 2016年からスペインで行われている耐久/スプリント混合シリーズ。2時間の耐久レースと1時間のスプリントで行われる。
  - 2017年のみTCR Portuguese Seriesと合体し、TCR Ibérico Touring Car Seriesとなったが、2018年はスペイン単体のシリーズに戻っている。
  - 2018年はスペイン国内の5サーキットで2時間耐久2レースとスプリント6レースが行われ、18台がエントリーしている。